# مايكل دينس روهان
مايكل دينس روهان (بالإنجليزية: Denis Michael Rohan)‏ مواطن أسترالي من مواليد (1 يوليو 1941) اشتهر عالميّا في 21 أغسطس 1969 بعد أن حاول إحراق المسجد الأقصى الذي يقع في القدس. وقد تأثرت حياة روهان بكنيسة الرب العالمية.
وقد اعترف روهان بأنه يعتقد أنه مبعوث من الله وبأنه تصرف وفقًا لأوامر إلهية وبما ينسجم مع سفر زكريا وادعى أنه حاول أن يدمر المسجد الأقصى حتى يتمكن يهود إسرائيل من إعادة بناء الهيكل على جبل الهيكل وبالتالي يسرع من المجيء الثاني للمسيح المخلص حتى يحكم العالم لمدة ألف عام
ويُذكر أن مايكل آمن بضرورة إزالة المسجد الأقصى وتشييد الهيكل مكانه بعدما اطلع على مقال في مجلة «الحق المبين» (نشرة «كنيسة الرب العالمية») الصادرة عام 1967 حيث كتب هيربيرت آرمسترونغ (مؤسس كنيسة الرب العالمية): «سيُبنى هيكل يهودي في مدينة القدس، وستُذبح القرابين قي هذا الهيكل مرّة أخرى خلال الأربع سنوات ونصف القادمة.»
وتجدر الإشارة أن بعض اليهود والمسيحيين يعتقدون بأن المسجد الأقصى يقع فوق أنقاض هيكل سليمان مما حذا بمايكل إلى السفر إلى إسرائيل عام 1969م ليسكن في كيبوتس ويقدم على إحراق المسجد الأقصى.
وما أن تمت السيطرة على الحريق وإخماده عن طريق مسلمي ومسيحي القدس، ألقت الشرطة الإسرائيلية القبض على مايكل روهن وقدمته إلى المحاكمة، وحكمت المحكمة بعدم أهلية مايكل العقلية وأودعته مصحّاً عقلياً وبعدها أقصت إسرائيل مايكل وأبعدته عن البلاد إلى موطنه الأصلي أستراليا. يُزعم أنه توفي أثناء تلقيه العلاج النفسي سنة 1995.

## مجلة بلين تروث
بينما اتهمت الصحافة العربية إسرائيل بإحراق المسجد الأقصى ادعى مايكل دنيس روهان أنه حاول إحراق المسجد الأقصى بعد أن قرأ مقالة كتبها هربرت و. آرمسترونغ في مجلة بلين تروث الصادرة في حزيران 1967. وقد كانت محطة كنيسة الرب العالمية ترسل ملايين النسخ من تلك المجلة مجانًا كل عام وقد تغير اسم المحطة فيما بعد ليصبح كنيسة الرب العالمية وقد اشتهرت المجلة ببرنامجها الإذاعي عالم الغد والذي أصبح يبث على التلفاز أيضًا من قبل ابنه غارنر تيد آرمسترونغ.
لقد كانت تبدو مجلة بلين تروث مجلة محترمة ولكنها تضمنت نبوءات أثبتت الأيام خطأها. كتب هربرت و. آرمسترونغ في العدد الصادر في شهر أيار عام 1941 أنه:
قد وقعت الكثير من الأمور منذ العدد السابق وكلها تتفق مع النبوءات. لقد أدارت الحرب رحاها بسرعة فائقة وها هي تقترب من قمة النبوءات. إن هتلر يظهر الآن كالوحش الذي يأتي قبل المسيح وتظهر نبوءات الكتاب المقدس أن قوات المحور سوف تسيطر على مصر والسويس وفلسطين وحتى جبرلتار وما لم نتجه إلى الرب فإن الولايات المتحدة ستجد نفسها في حالة من عدم القدرة الكاملة على الدفاع عن النفس وإن حدث هذا فلن ننتصر أبدًا. إننا نشهد نهاية الوضع الحالي إن هر مجدون (موقع ستقع فيه معركة فاصلة أخيرة) على بعد مسافة قصيرة منا.

## عدد 1967 من مجلة بلين تروث
لقد جاء في المقالة التي كتبها هربرت و. آرمسترونغ وأدت إلى تحفيز روهان للإقدام على ما أقدم عليه ما يلي:
سوف يبنى هيكل يهودي في القدس وستقرب فيه القرابين من جديد... وسيحدث هذا خلال أربعة أعوام ونصف. سيستغرق بناء هيكل كهذا بعض الوقت... ولا أدري كيف يدعون الشهور تمر... سيكون هناك هيكل في القدس قريبًا وسوف تقرب فيه القرابين كل يوم.
لم يكن هذا الادعاء جديدًا في مجلة بلين تروث فقد ورد في الصفحة الرابعة من العدد الصادر في تشرين الأول عام 1958 ما يلي:
سيبني اليهود هيكلاً أو حرمًا في القدس. سيحدث هذا في غضون أقل من 14 عامًا من الآن. (1972)
كان روهان يعيش في أستراليا عام 1967 عندما قرأ مقالة كتبها هربرت آرمسترونغ وقد التقى بكاهن من كنيسة الرب العالمية ليستشيره في مسألة العضوية ولكنه لم يصبح عضوًا ومع ذلك فقد دفعه هذا النص ونصوص أخرى إلى الذهاب إلى إسرائيل عام 1969 من أجل تحقيق نبوءة هربرت و. آرمسترونغ.

## ردود فعل الصحافة العالمية
اتهمت الصحافة العربية حكومة إسرائيل وادعت أن روهان يهودي. وفيما بعد أشار ياسر عرفات في عدة خطابات تلفزيونية إلى أن محاولة الإحراق هي السبب الذي يدفعه إلى تنفيذ هجمات ضد إسرائيل متجنبًا ذكر روهان بالاسم.
أما صحيفة ديلي تلغراف الصادرة في لندن فقد نشرت صورة روهان على صفحتها الأولى ونسخة من مجلة بلين تروث تظهر من جيبه.

## ردود القادة العرب
في الثامن والعشرين من آب عام 1969 قامت أربع وعشرون دولة مسلمة بتقديم شكوى إلى مجلس الأمن التابع للأمم المتحدة ضد محاولة إحراق المسجد الأقصى. وقال ممثل الأردن محمد الفرا:
ينضم وفدي اليوم إلى 24 عضوًا تمثل 750 مسلمًا في طلب انعقاد اجتماع لبحث مأساة المسجد الأقصى والنار التي دمرت بشكل كبير ذلك المكان التاريخي المقدس في صباح الحادي والعشرين من آب عام 1969. لقد قدمت السلطات الإسرائيلية أكثر من سبب لاندلاع النيران وفي النهاية اتهمت أستراليًا بمحاولة الإحراق. ووفقًا لمصادر إخبارية إسرائيلية فإن المشتبه فيه هو صديق لإسرائيل أحضرته الوكالة اليهودية كي يعمل من أجل إسرائيل.
لقد رتبت الوكالة اليهودية عملاً للأسترالي في كيبوتس لعدة أشهر حتى يتعلم اللغة العبرية ويتلقى المزيد من التعليم الصهيوني. والتقرير الذي نشرته الجيروساليم بوست وهي جريدة إسرائيلية شبه رسمية في الخامس والعشرين من آب 1969 فيما يتعلق بحياة هذا الأسترالي في الكيبوتس وأحلامه ببناء هيكل سليمان يثير الشكوك حول هذه القضية ويضيف إلى المخاوف والقلق الذي يشعر به المسلمون تجاه هذا المكان المقدس. لقد ألقى هذا التقرير الضوء على المجرم وعلى المتواطئين معه.
كما نشرت الصحافة العربية ما يلي:
في ساعة مبكرة من ذلك الصباح اندلعت النيران في المسجد الأقصى وقد أسرع المسلمون الذين كانوا يصلون في ذلك المكان يساندهم آخرون إلى المكان لإخلاء بعض الممتلكات الثمينة الموجودة في المسجد ومن أجل إخماد النيران. كما وصل إلى الموقع قادة دينيون مسلمون وبعض المسؤولين الأردنيين المتواجدين في المناطق التي تحتلها إسرائيل.
وقد وصل الخبر إلى العالم عن طريق راديو إسرائيل الساعة الثامنة أي بعد ساعة ونصف من اندلاع النيران، وقد أذاعت المحطة نبأ الحريق ولكنها لم تقدم أسبابًا لاندلاعه ولم تذكر إن كان قد أُخمد. وفي الوقت ذاته أرسلت قوات إطفاء أردنية من رام الله والخليل ونابلس إلى المكان. وقد أفادت وكالة رويتر بأن إطفاء الحريق استغرق خمس ساعات وقد أكدت هذا مصادر إسرائيلية.